# My Little Pony: Equestria Girls – Rainbow Rocks
My Little Pony: Equestria Girls – Rainbow Rocks ist ein US-amerikanisch-kanadischer Animationsfilm von Jayson Thiessen aus dem Jahr 2014, der durch DHX Media und Hasbro Studios entstand. Er basiert auf der Spielzeugreihe Mein kleines Pony von Hasbro und ist ein Spin-off der Animationsserie My Little Pony – Freundschaft ist Magie sowie die Fortsetzung zu My Little Pony: Equestria Girls. Die Premiere des Films fand in den USA und Kanada am 27. September 2014 statt. Die deutschsprachige Erstausstrahlung erfolgte am 6. Dezember 2014 auf dem Fernsehsender Disney Channel.

## Handlung
Die Handlung von Rainbow Rocks setzt einige Zeit nach dessen Vorgängerfilm Equestria Girls ein, in dem die neu gekrönte Pony-Prinzessin Twilight Sparkle durch ein magisches Portal aus Equestria in die Menschenwelt gereist war. Dort wollte sie ihre gestohlene Krone von Sunset Shimmer, die sich als Schülerin der dortigen Canterlot High School ausgab, zurückfordern. Zusammen mit Rainbow Dash, Pinkie Pie, Fluttershy, Rarity und Applejack, Schülerinnen, mit denen sie sich dort anfreundete, gelang es ihr, ihre Krone zurückzubekommen und Sunset zum Guten zu bekehren. Twilight kehrte nach Equestria zurück und das Portal verschloss sich hinter ihr.
Ein Teil von Twilights Magie ist in der Menschenwelt zurückgeblieben, weshalb Rainbow Dash, Pinkie Pie, Fluttershy, Rarity und Applejack bei Spielen von Musik eine anthromorphe Zwischenform aus Mensch und Pony annehmen. Nun planen sie mit ihrer Band, den Rainbooms, an einer Musikaufführung der High School teilzunehmen. Jedoch gelingt es drei neuen Schülerinnen, Adagio Dazzle, Sonata Dusk und Aria Blaze, aus der Aufführung einen Wettkampf der Bands zu machen, an dem sie mit ihrer Band, den Dazzlings, teilnehmen wollen, indem sie in nicht nur sämtliche Schülerinnen außer den Rainbooms und Sunset, sondern auch Schulleiterin Celestia und deren Stellvertreterin Luna mit ihrem Gesang bezaubern und so den Wettbewerbsgeist in ihnen wecken.
Sunset erkennt, dass es sich dabei um dunkle Magie handeln muss, und Rainbow schlägt vor, die ihnen innewohnende Magie gegen die Dazzlings zu nutzen. Da jedoch niemand weiß, wie sie ihre Magie außerhalb ihrer Musik nutzen können, nimmt Sunset mithilfe eines Buchs, das sie aus Equestria mitgebracht hatte und das mit einem dortigen Gegenstück verbunden ist, Kontakt zu Twilight auf. Diese erkennt, dass es sich bei den Dazzlings um Sirenen handelt, die sich von Misstrauen und Streit anderer ernähren, aber einst aus Equestria verbannt worden waren. Sie setzt das Portal wieder in Funktion und kehrt in die Menschenwelt zurück.
Da ein erster Versuch Twilights ihre Magie und die ihrer Freunde gegen die Dazzlings einzusetzen fehlschlägt und diese weiter Zwietracht zwischen den verschiedenen Bands, die am Wettbewerb teilnehmen wollen, säen, beginnt Twilight, einen musikalischen Gegenzauber gegen sie zu erforschen. Um Zeit für dessen Fertigstellung zu gewinnen, nehmen die Rainbooms am Wettbewerb teil und wollen den Gegenzauber in der Finalrunde aufführen. Twilight übernimmt dabei die Rolle der Sängerin.
Es gelingt ihnen, die ersten Runden zu überstehen, jedoch kommt es innerhalb der Band zu verschiedenen Streitigkeiten. So regt sich Applejack darüber auf, dass Rarity ihre Kostüme wichtiger seien als ihre Musik, und Rainbow Dash weigert sich, ein Lied zu spielen, das nicht von ihr selbst, sondern von Fluttershy geschrieben wurde. Als die Rainbooms im Halbfinale auf Trixies Band treffen, vertieft sich Rainbow jedoch derart in ihren Solo-Akt, dass sie beginnt, ihre Pony-Form anzunehmen. Um zu verhindern, dass die Dazzlings dies, und damit die ihr innewohnende Magie, bemerken, stößt Sunset Shimmer sie während des Liedes zu Boden. Von ihren wahren Motiven nichts wissend, vermuten die anderen, dass sie eifersüchtig auf die Rainbooms sei und in ihre Züge vor ihrer Reformierung zurückfalle.
Dennoch erreichen die Rainbooms das Finale, da die Dazzlings Celestia und Luna dazu beeinflussen, sie zum Sieger des Halbfinales zu ernennen. Um dennoch selbst im Finale antreten zu können, schließt Trixie die Rainbooms und Sunset Shimmer unterhalb der Bühne ein. Dort eskalieren ihre Streitigkeiten derart, dass die Dazzlings sich während des Finales auch von deren Zwietracht nähren können. Sunset erkennt das und es gelingt ihr, die Rainbooms dazu zu bewegen, ihre Zwistigkeiten zu überwinden. Kurz darauf werden sie von DJ Pon-3, die durch ihre Kopfhörer vom Gesang der Dazzlings nicht betroffen ist, befreit. Zwar ist Twilights Gegenzauber immer noch nicht fertig, doch meint sie, dass jedes Lied gegen die Dazzlings funktionieren würde, wenn sie es gemeinsam als Freunde singen. Rainbow Dash schlägt daher vor, das von Fluttershy geschriebene Lied zu spielen.
Die Rainbooms schließen ihre Instrumente an DJ Pon-3s mobiles Soundsystem an und nehmen den musikalischen Kampf gegen die Dazzlings auf, wobei sie ihre anthromorphen Formen annehmen. Doch auch die Dazzlings geben ihre wahren Gestalten als Sirenen preis und sind den Rainbooms zunächst überlegen, wodurch sie diese mit ihrer Musik niederwerfen können. Erst als Sunset Shimmer Twilights Mikrophon aufnimmt und das Lied fortsetzt, können sie genügend Kräfte bündeln, um alle aus dem Zauber der Dazzlings zu befreien und deren Amulette, aus denen sie ihre Magie schöpfen, zu zerstören. Dieser und damit ihrer Fähigkeiten beraubt, flüchten die Dazzlings von der Bühne.
Während Twilight nach dem Sieg nach Equestria zurückkehren will, bieten die Rainbooms Sunset an, sich ihnen als Hintergrundsängerin und weitere Gitarristin anzuschließen. Twilight verspricht, mit ihnen in Kontakt zu bleiben und das Portal zwischen deren Welt und ihrer offen zu lassen.

## Hintergrund
Erstmals angekündigt wurde Rainbow Rocks auf der American International Toy Fair im Februar 2014. Wenig später wurde auf der Internetseite von Entertainment Weekly eine erste Vorschau veröffentlicht.
Zwischen März und Juni 2014 erschienen auf den YouTube-Kanal von Hasbro Studio Shorts acht Kurzvideos, die eine Vorgeschichte zum Film bieten. Darin wird gezeigt, wie die Protagonisten  an ihre jeweiligen Instrumente kommen und ihre Magie der Musik entdecken. Ein zum Film gleichnamiger Roman fasst diese Videos zu einer durchgehenden Handlung zusammen und ergänzt sie inhaltlich.
Am zehnten September erschienen neun der Lieder aus dem Film und ein Bonuslied auf iTunes. Regisseur des Films war Jayson Thiessen, das Drehbuch schrieb Meghan McCarthy. Beide waren in dieser Position bereits in der Fernsehserie My Little Pony – Freundschaft ist Magie  und in Equestria Girls tätig. Auch die Sprecher der Serie und des ersten Films wurden für die Fortsetzung verpflichtet.
In den USA kam der Film am 27. September 2014 in die Kinos, am 17. Oktober 2014 wurde er erstmals auf dem US-Sender Discovery Family ausgestrahlt. Seit dem 28. Oktober 2014 ist der auf DVD, Blu-ray und bei iTunes erhältlich. In Deutschland lief der Film nicht in den Kinos an, seine Premiere fand am 6. Dezember 2014 auf Disney Channel statt.
Zu dem Film erschienen passende Spielzeugfiguren als Merchandising.  Im Oktober 2014 erschien ein 240-seitiger Roman zum Film namens My Little Pony: Equestria Girls: Rainbow Rocks: The Mane Event von Perdita Finn, der in einigen Szenen jedoch von der Filmhandlung abweicht.
Am 26. September 2015 erschien eine Fortsetzung des Films namens My Little Pony: Equestria Girls – Friendship Games.

## Synchronisation
| Rollenname                   | Originalsprecher                          | Deutscher Sprecher                         |
| ---------------------------- | ----------------------------------------- | ------------------------------------------ |
| Twilight Sparkle             | Tara Strong Rebecca Shoichet (Gesang)     | Julia Meynen Saskia Tanfal (Gesang)        |
| Applejack                    | Ashleigh Ball                             | Lydia Morgenstern                          |
| Rarity                       | Tabitha St. Germain Kazumi Evans (Gesang) | Rubina Kuraoka                             |
| Fluttershy                   | Andrea Libman                             | Julia Stoepel                              |
| Pinkie Pie                   | Andrea Libman Shannon Chan-Kent (Gesang)  | Jennifer Weiß Magdalena Turba (Gesang)     |
| Rainbow Dash                 | Ashleigh Ball                             | Giuliana Jakobeit                          |
| Sunset Shimmer               | Rebecca Shoichet                          | Carmen Katt                                |
| Adagio Dazzle                | Kazumi Evans                              | Millie Forsberg Kira Primke (Gesang)       |
| Sonata Dusk                  | Marÿke Hendrikse Madeline Merlo (Gesang)  | Sarah Tkotsch                              |
| Aria Blaze                   | Diana Kaarina Shylo Sharity (Gesang)      | Ilona Brokowski Eva Thärichen (Gesang)     |
| Spike                        | Cathy Weseluck                            | Hannes Maurer                              |
| Prinzessin/Rektorin Celestia | Nicole Oliver                             | Silvia Mißbach                             |
| Luna                         | Tabitha St. Germain                       | Heike Schroetter                           |
| Trixie                       | Kathleen Barr                             | Kaya Marie Möller Luisa Wietzorek (Gesang) |

## Rezeption
Im Gegensatz zu seinem Vorgänger Equestria Girls traf Rainbow Rocks auf überwiegend positive Kritik. Sherilyn Connelly von The Village Voice bezeichnet den Film als seinem Vorgänger deutlich überlegen und würde daher für Fans der Serie „rocken“. Sheri Linden von The Hollywood Reporter bewertet ihn als Tweenfreundliche Mischung aus Süßem und Ernstem mit einer offen Schärfe, jedoch ohne Aufdringlichkeit. Shane O’Hare von Geekscape hebt die Musik des Films hervor, bezeichnet ihr als „must have“ für jeden My-Little-Pony-Fan und gibt ihm vier von fünf möglich Punkten. Ed Liu von Toon Zone hält den Film im Gegensatz zu seinem Vorgänger für beinahe so gut wie die besten Episoden der zugehörigen Serie. Neben der Musik hebt er auch die Animation des Films sowie dessen Klimax hervor. Da er jedoch stark die Kontinuität der Serie und des ersten Films nutzt, sei er für Neueinsteiger weniger zugänglich.